# Josh Weinstein
Josh Weinstein (nacido el 5 de mayo de 1966 en Maryland) es un guionista de televisión estadounidense, reconocido por su trabajo en Los Simpson. Cursó sus estudios en la universidad Stanford, en donde fue editor de la publicación universitaria, Stanford Chaparral.  
Junto con su compañero guionista Bill Oakley, Weinstein fue el productor ejecutivo durante la séptima y la octava temporada de Los Simpson. Juntos, ambos escribieron episodios tales como "Who Shot Mr. Burns?", "Lisa vs. Malibu Stacy", "Sideshow Bob Roberts" y el episodio número 100 de la serie, "Sweet Seymour Skinner's Baadasssss Song". 
Por su trabajo, Weinstein ha ganado tres premios Emmy y un premio Peabody. Después de irse de Los Simpson, Weinstein y Oakley crearon la serie animada Mission Hill, y trabajaron como productores en Futurama. En la actualidad, Oakley y Weinstein están trabajando en un nuevo piloto de televisión, titulado Business Class.

## Créditos

### Episodios deLos Simpson
Weinstein ha escrito los siguientes episodios de Los Simpson, junto con Bill Oakley:  
- "Marge Gets a Job"
- "Marge in Chains"
- "Treehouse of Horror IV" (segmento "Terror at 5½ Feet")
- "$pringfield (or, How I Learned to Stop Worrying and Love Legalized Gambling)"
- "Lisa vs. Malibu Stacy"
- "Sweet Seymour Skinner's Baadasssss Song"
- "Lady Bouvier's Lover"
- "Sideshow Bob Roberts"
- "Grampa vs. Sexual Inadequacy"
- "Bart vs. Australia"
- "Who Shot Mr. Burns?"
- "22 Short Films About Springfield"

### Episodios deMission Hill
Weinstein coescribió el siguiente episodio, junto con Bill Oakley:
- "Pilot"

### Episodios deDanger Mouse (2015)
Weinstein ha escrito el siguiente episodio:
- "Send in the Clones"

### Pilotos de Televisión
- "The Funkhousers"
- "Zooburbia"
- "The Ruling Class"